# Phaonia brunneivittis
Phaonia brunneivittis este o specie de muște din genul Phaonia, familia Muscidae, descrisă de Fritz Isidore van Emden în anul 1943.
Este endemică în Uganda. Conform Catalogue of Life specia Phaonia brunneivittis nu are subspecii cunoscute.